# 四条幹排水路
四条幹排水路（しじょうかんはいすいろ）は、埼玉県越谷市を流れる河川である。

## 概要
四条幹排水路は四条幹線排水路（しじょうかんせんはいすいろ）、または四条幹排（しじょうかんはい）とも称されている。
流域周辺は、上流域では越谷レイクタウンとして開発が進行中である。その後は宅地と農地の混在地の中を東へと流下し、利根川水系中川へと流入する流路となっている。なお、流路の詳細に関しては下記の流路節を参照されたい。

## 流路
- 越谷市東町二丁目（北側）と東町三丁目（南側）の境界を東へと流下する。
- 市道「中川通り」付近より流域は東町一丁目となり、幾分か東へと流下したのち、北より流下してくる中川へと至り、合流・終点となる。
- 終点：中川

## 橋梁
- （埼玉県道・千葉県道52号越谷流山線・埼玉県道・東京都道102号平方東京線）
- （市道：中川通り）

## 流域周辺の施設
- 大相模調節池
- 越谷レイクタウン